# To Our Children's Children's Children
| 전문가 평가 | 전문가 평가 |
| 평가 점수   | 평가 점수   |
| 출처        | 점수        |
| ----------- | ----------- |
| AllMusic    | [ 1 ]       |

《To Our Children's Children's Children》는 1969년 11월 21일에 발매된 영국의 록 밴드 무디 블루스의 다섯 번째 스튜디오 음반이다.

## 배경
이 음반은 같은 해 밴드의 이전 음반인 《On the Threshold of a Dream》에서 이름을 딴 그룹의 새로 결성된 스레숄드 레코드에서 처음 발매된 음반이다. 1969년 달 착륙에서 영감을 받았다. 드러머 그레임 에지는 "매우 신나는 시간이었습니다. 인간은 방금 달에 갔고 우리는 이 음반을 일종의 타임캡슐로 생각했습니다. 우리는 이 획기적인 시대를 살아가는 것에 대한 모든 생각과 감정을 담고 있었습니다."라고 키보디스트 마이크 핀더는 덧붙인다.  "저에게는 달에 가고 싶지만 갈 수 없는 모든 사람을 위해 로켓을 만들고 있었고, 이어폰을 끼고 있거나 스테레오를 켜고 카펫에 누워 있었습니다."

## 커버 아트
커버 아트는 게이트 폴드로, 그룹의 이전 두 커버를 만든 필 트래버스의 작품이 특징이다. 커버 아트는 음반의 주제를 수세기 후 유물로 발견될 수 있는 지속적인 음반으로 반영하고 있다. 동굴 벽화를 묘사했지만 비행기와 소총을 포함한 시대착오적인 요소가 담겨 있다. 안쪽 슬리브에는 먼 행성의 캠프파이어 주변 밴드의 그림이 그려져 있다. 저스틴 헤이워드는 "정말 무언가를 말한 것은 슬리브 안쪽이었습니다. 우리는 악기와 테이프 머신만 있는 동굴의 불 주위에 모여 있었고 밖에는 아무것도 없었습니다. 우리가 어디에 있었는지는 모르겠지만 지구가 아닌 행성, 우리에게 유토피아였던 곳에 있다는 생각을 투영하려고 노력했습니다."라고 설명한다.

## 곡 목록
| #  | 제목                                         | 작사·작곡         | 재생 시간 |
| -- | -------------------------------------------- | ----------------- | --------- |
| 1. | 〈Higher and Higher〉                        | 그레임 에지       | 4:07      |
| 2. | 〈Eyes of a Child I〉                        | 존 로지           | 3:24      |
| 3. | 〈Floating〉                                 | 레이 토머스       | 3:02      |
| 4. | 〈Eyes of a Child II〉                       | 로지              | 1:20      |
| 5. | 〈I Never Thought I'd Live to Be a Hundred〉 | 저스틴 헤이워드   | 1:05      |
| 6. | 〈Beyond (기악)〉                            | 에지              | 2:59      |
| 7. | 〈Out and In〉                               | 마이크 핀더, 로지 | 3:50      |

| #  | 제목                                         | 작사·작곡        | 재생 시간 |
| -- | -------------------------------------------- | ---------------- | --------- |
| 1. | 〈Gypsy (Of a Strange and Distant Time)〉    | 헤이워드         | 3:33      |
| 2. | 〈Eternity Road〉                            | 토머스           | 4:19      |
| 3. | 〈Candle of Life〉                           | 로지             | 4:15      |
| 4. | 〈Sun Is Still Shining〉                     | 핀더             | 3:40      |
| 5. | 〈I Never Thought I'd Live to Be a Million〉 | 헤이워드         | 0:34      |
| 6. | 〈Watching and Waiting〉                     | 헤이워드, 토머스 | 4:16      |

## 인증
| 국가                       | 인증     | 판매량/출하량 |
| -------------------------- | -------- | ------------- |
| 캐나다 (뮤직 캐나다)       | 플래티넘 | 100,000^      |
| 미국 (RIAA)                | 골드     | 500,000^      |
| ^출하량을 기반으로 한 인증 |          |               |